# Welkenohl
Welkenohl ist eine ehemalige Siedlung, welche für den Bau der Biggetalsperre devastiert wurde. Welkenohl lag in Nordrhein-Westfalen im mittleren Biggetal zwischen Olpe und Attendorn. 
Der Bau der Talsperre wurde schon vor dem Zweiten Weltkrieg beschlossen, musste aber für die Dauer des Krieges zurückgestellt werden. Etwa ab 1950 nahm man das Projekt wieder auf. 1965 war die Biggetalsperre fertiggestellt, so dass mit dem Einstau von Wasser begonnen werden konnte. Das Gebiet des ehemaligen Ortes liegt heute auf dem Grund der Talsperre im Bereich der Biekemündung in die Bigge.